# Недосєка Анатолій Якович
Недос́єка Анат́олій Яќович (20 вересня 1934, с. Будогощь, Киришського району Ленінградської області РРФСР.)  — доктор технічних наук, професор, завідувач відділом "Технічна діагностика зварювальних конструкцій"  Інституту електрозварювання ім. Є.О. Патона НАН України, лауреат Державної премії України в галузі науки і техніки.

## Біографія
У 1958 р. — закінчив Київський політехнічний інститут.
У 1958—1960 рр. працював інженером дослідного конструкторського бюро, а з 1960 по 1978 роки — старшим інженером лабораторії виготовлення зварних конструкцій ІЕЗ ім. Е. О. Патона.
У 1965 році йому було присвоєний вчений ступінь кандидата технічних наук, а у 1975 р. — доктора технічних наук.
У 1978—1983 рр. — керівник лабораторії виготовлення зварних конструкцій, а з 1983 р. — завідувач відділом технічної діагностики зварних конструкцій Інституту електрозварювання імені Е. О. Патона.
1989 року А. Недосєці було присвоєне звання професора.
З 1993 р. — заступник голови комітету Держспоживстандарту України по технічній діагностиці і неруйнівному контролю.
З 1993 р. — заступник головного редактора журналу «Технічна діагностика і неруйнівний контроль».

## Науковий доробок
До кола наукових інтересів А. Недосєки належать проблеми технічної діагностики і прогнозування залишкового ресурсу зварних з'єднань, матеріалів, покриттів і конструкцій в процесі їх експлуатації на основі акустичної емісії
- Недосека А. Я. Основы расчета и диагностики сварных конструкций (под редакцией Б.Е.Патона) - К.: Индпром, 2001. — 815 с.
- Патон Б. Е., Лобанов Л. М., Недосека А. Я. Техническая диагностика: вчера, сегодня и завтра // Техническая диагностика и неразрушающий контроль, № 4. — 2003. — С. 6—10.
- Paton B. E., Nedoseka A. J. Diagnostic of designs and safety of an environment // the Report on international conference "The Human factor and environment" International Institute of Welding, July 19—20 1999, Lisbon, Portugal.
- Недосека А. Я. Контроль критического напряженного состояния методом акустической эмиссии // В мире неразрушающего контроля, №1(27). — 2005. — С. 14—16.
- Недосека А. Я. Об оценке состояния материала сварных конструкций // Сварка и родственные технологии мировой опыт и достижения II Международный симпозиум, Минск-Белорусия, 28 марта 2001. — С. 33—39.
- Недосека А. Я., Недосека С. А., Волошкевич И. Г. Волны деформаций, возникающие при локальной перестройке структуры материалов// Техническая диагностика и неразрушающий контроль, № 3. — 2004. — С. 8—15.

## Нагороди
- Орден Дружби народів (1982)
- Державна премія України в галузі науки і техніки (2006) "За розробку і впровадження засобів неруйнівного контролю і технологій технічної діагностики машинобудівного і нафтогазового обладнання тривалої експлуатації".
- Премія НАН України імені Є. О. Патона (2010) за цикл праць «Акустико-емісійна діагностика матеріалів і конструкцій»[2];